# 拉维日里
拉维日里（法語：Lavigerie，法語發音：[laviʒʁi]）是法国康塔尔省的一个市镇，属于圣弗卢尔区。

## 地理
拉维日里（45°8'18"N, 2°44'40"E）面积24.25 平方千米，位于法国奥弗涅-罗讷-阿尔卑斯大区康塔爾省，该省份为法国中南部省份，位于法國中央高原中心，北起科雷兹省、上盧瓦爾省和多姆山省，西接洛特省和科雷兹省，南至阿韦龙省和洛特省，东临上盧瓦爾省和洛泽尔省。
与拉维日里接壤的市镇（或旧市镇、城区）包括：勒克洛、迪耶讷、拉韦西耶尔、芒达耶-圣于连。
拉维日里的时区为UTC+01:00、UTC+02:00（夏令时）。

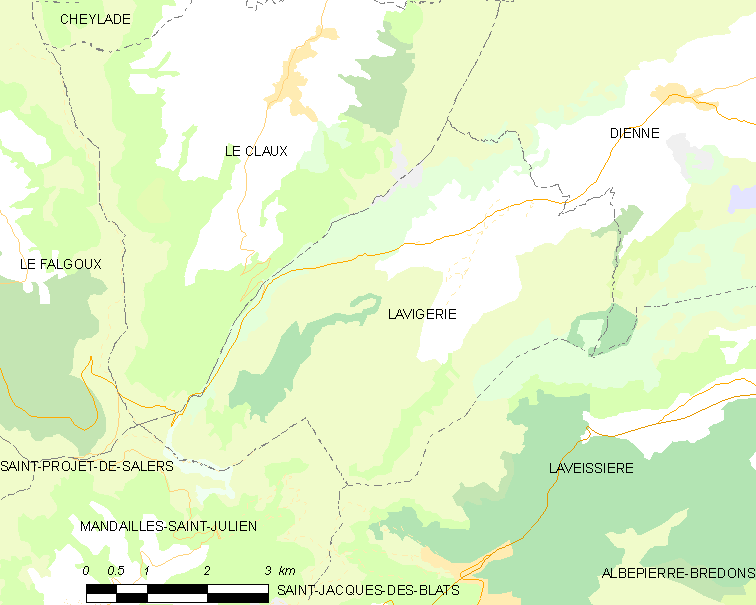
拉维日里的OSM定位图

## 行政
拉维日里的邮政编码为15300，INSEE市镇编码为15102。

## 政治
拉维日里所属的省级选区为米拉县。

## 人口

1962-2008年间拉维日里人口变化图示

拉维日里于2022年1月1日时的人口数量为113人。